# پندومونهانگابا
پندومونهانگابا (به پرتغالی: Pindamonhangaba) یک منطقهٔ مسکونی در برزیل است که در ایالت سائو پائولو واقع شده‌است. پندومونهانگابا ۷۲۹٫۹ کیلومتر مربع مساحت دارد ۵۴۰ متر بالاتر از سطح دریا واقع شده‌است.